# Buzura dargei
Buzura dargei là một loài bướm đêm trong họ Geometridae.